# Bernhard Rütsche
Bernhard Rütsche (* 1970) ist ein Schweizer Rechtswissenschafter.

## Leben
Bernhard Rütsche studierte von 1991 bis 1997 Rechtswissenschaften an den Universitäten Bern und Lausanne. Nach der Promotion 2002 zum Dr. iur. und der Habilitation 2009 an der Universität Zürich ist er seit 2010 Ordinarius für öffentliches Recht und Rechtsphilosophie an der Universität Luzern.
Seine Forschungsschwerpunkte sind allgemeines Verwaltungsrecht, öffentliches Gesundheitsrecht und Medizinrecht, öffentliches Wirtschaftsrecht, öffentliches Verfahrensrecht, juristische Methodenlehre, Bio- und Medizinethik und politische Philosophie.

## Schriften (Auswahl)
- Rechtsfolgen von Grundrechtsverletzungen. Mit Studien zur Normstruktur von Grundrechten, zu den funktionellen Grenzen der Verfassungsgerichtsbarkeit und zum Verhältnis von materiellem Recht und Verfahrensrecht. Basel 2002, ISBN 3-7190-2160-2.
- Elektronische Wahlhilfen in der Demokratie. Beurteilung im Lichte der Wahl- und Abstimmungsfreiheit, Spannungsverhältnis zu den politischen Parteien, Fragen staatlicher Regulierung. Basel 2008, ISBN 3-7190-2779-1.
- Rechte von Ungeborenen auf Leben und Integrität. Die Verfassung zwischen Ethik und Rechtspraxis. Zürich 2009, ISBN 978-3-03751-158-9.
- mit Thomas Gächter: Gesundheitsrecht. Ein Grundriss für Studium und Praxis. Basel 2018, ISBN 3-7190-3632-4.